# Fúziós konyha

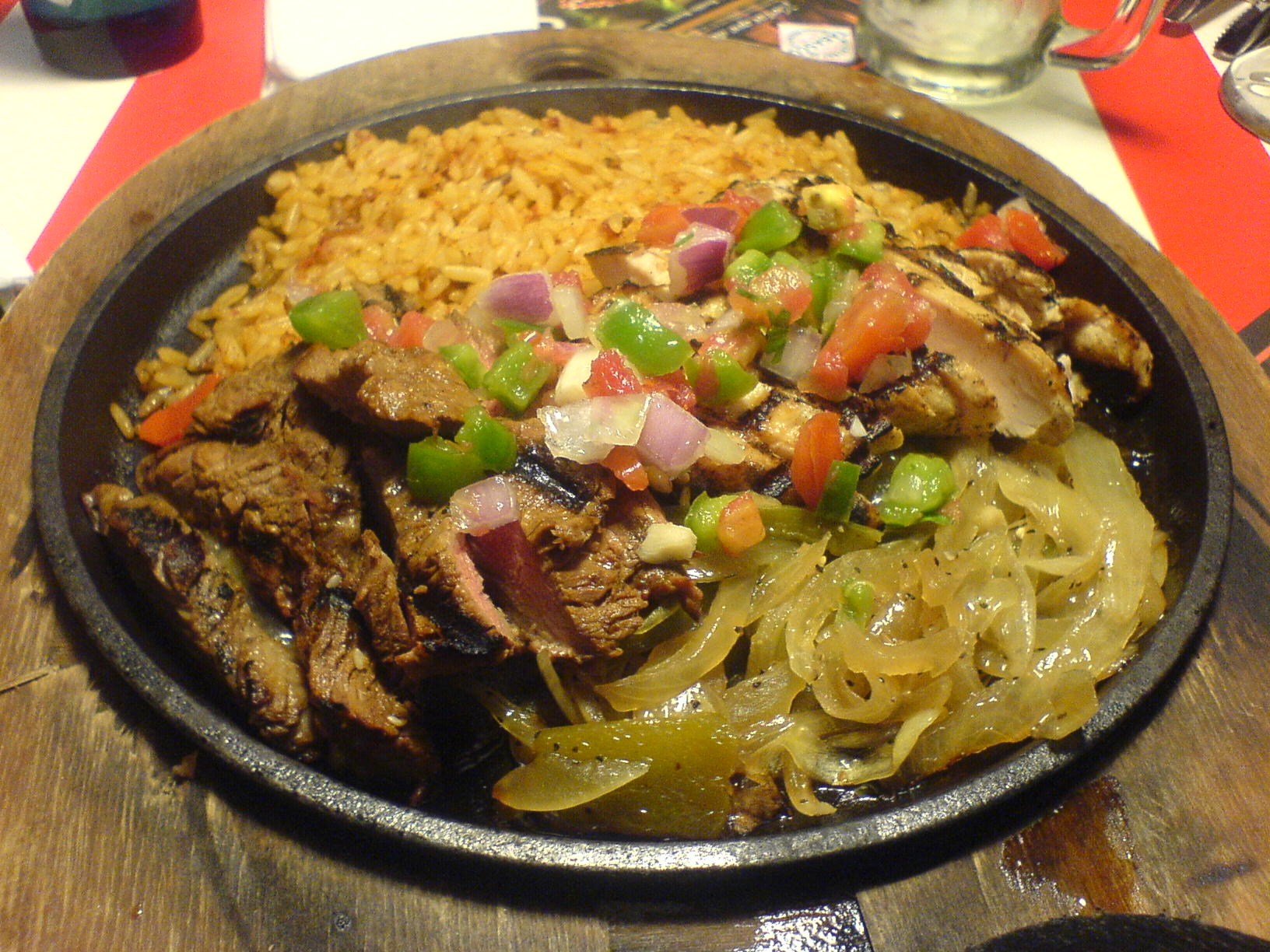
Marha-csirke fajita.
Tex-Mex konyha

A fúziós konyha különböző étkezési kultúrák konyhaművészetét igyekszik ötvözni. A klasszikus regionális és nemzeti konyhák konyhatechnikai eljárásainak és alapanyagainak ötvözeteként megalkotott új ételkreációkat jelenti. A fúziós konyha a globalizáció korának konyhája, minden pozitív és negatív jelenségével együtt. Különböző földrajzi régiók specifikus alapanyagait, fűszereit keverve új harmonikus íz és esztétikai hatású ételeket alkot.

## Lényege
Az elképzelés nem új. A 18. század orosz konyhája valójában a fúziós konyha kiváló példája. Az Európából érkezett szakácsok alkotó módon ötvözték a francia konyha technológiáját és fűszereit az orosz konyha hagyományos alapanyagaival (Pl.: orosz hússaláta, bélszín Sztroganov módra).  
Egyesült Államok déli államaiban a konyhák keveredésének nagy a hagyománya. Itt alakult ki francia, spanyol és afrikai konyhák szintéziseként a Mississippi deltájában a cajun konyha, vagy a texasi és mexikói konyha keveredéséből a Tex-Mex. A fúziós konyha elnevezést egy a New York Times-ban 1985-ben megjelent cikkben használták először.